# Георг Ото фон Роденщайн
Георг Ото фон Роденщайн (на немски: Georg Otto von Rodenstein; * 1555; † 1593, Грос-Умщат, Хесен) е благордник от фамилията Роденщайн в Оденвалд, Баден-Вюртемберг.

## Произход и наследство
Той е син на Георг II фон Роденщайн (1513 – 1563) и съпругата му Анна фон Бойнебург († 1585), наследничка на Ото фон Бойнебург († 1553) и Анна фон Берген († 1557). Внук е на Ханс IV фон Роденщайн († 1531) и Анна Байер фон Бопард (1480 – 1560). Потомък е на Конрад фон Роденщайн († пр. 1340) и дъщеря на рицар Конрад I фон Франкенщайн († сл. 1292) и Ирменгард фон Магенхайм († сл. 1292).
Брат е на Филип фон Роденщайн (1544 – 1582), Ханс Георг фон Роденщайн (1549 – 1598), Георг Балтазар фон Роденщайн (1560 – 1626), Ханс Хайнрих фон Роденщайн (1562 – 1624) и Фелиицитас фон Роденщайн († 1604), омъжена за Волфганг фон Боденхаузен цу Клетщат († 1596). Роднина е на Филип фон Роденщайн (1564 – 1604), княжески епископ на Вормс (1595 – 1604).
Георг Ото фон Роденщайн умира на 38 години през 1593 г. в Грос-Умщат, Хесен. Дворецът в Грос-Умщат, построен от дядо му Ото фон Бойнебург, е собственост на фамилията фон Роденщайн до 1671 г. Господарите фон Роденщайн измират през 1671 г.

## Фамилия
Георг Ото фон Роденщайн се жени през 1573 г. в Грос-Умщат за Анна Хелена фон Оберщайн († 1604), дъщеря на Йохан Зайфрид фон Оберщайн († 1556) и Маргарета Вилх фон Алцай († 1563). Те имат децата:
- Анна Хелена фон Роденщайн, омъжена за Филип Волф вон Фехенбах († 1621)
- Ханс Филип фон Роденщайн (1574 – 1622), неженен
- Волф Лудвиг фон Роденщайн 1591 – 1633), женен за Анна Сидония цум Юнген
- Георг Антон фон Роденщайн (* 29 септември 1579; † 30 октомври 1652, Майнц), немски клерик и княжески епископ на Вормс (1629 – 1652)

## Галерия
- Останки от замък Роденщайн
- Дворецът на фон Роденщайн в Грос-Умщат
- Табела на двореца на фон Роденщайн в Грос-Умщат